# Piragüismo en los Juegos Olímpicos de Londres 2012 – K-1 200 metros masculino
La prueba K-1 200 metros masculino de piragüismo en los Juegos Olímpicos de Londres 2012, se llevó a cabo entre el 10 al 11 de agosto, en Eton Dorney en Buckinghamshire.

## Horario
Todas las horas están en horario de verano (UTC+1)
| Fecha                         | Tiempo      | Ronda              |
| ----------------------------- | ----------- | ------------------ |
| Viernes, 10 de agosto de 2012 | 09:30 11:02 | Series Semifinales |
| Sábado, 11 de agosto de 2012  | 09:30       | Finales            |

## Resultados

### Serie
Los cinco mejor de cada serie y el sexto más rápido califican para las semifinales (Q).

#### Serie 1
| Rank | Kayakista           | País            | Tiempo | Notas |
| ---- | ------------------- | --------------- | ------ | ----- |
| 1    | Mark de Jonge       | Canadá (CAN)    | 35.396 | Q     |
| 2    | Piotr Siemionowski  | Polonia (POL)   | 35.990 | Q     |
| 3    | Momotaro Matsushita | Japón (JPN)     | 36.096 | Q     |
| 4    | Egidijus Balčiūnas  | Lituania (LTU)  | 36.173 | Q     |
| 5    | César de Cesare     | Ecuador (ECU)   | 36.181 | Q     |
| 6    | Murray Stewart      | Australia (AUS) | 37.202 |       |
| 7    | Mohamed Mrabet      | Túnez (TUN)     | 38.291 |       |

#### Serie 2
| Rank | Kayakista        | País                 | Tiempo | Notas |
| ---- | ---------------- | -------------------- | ------ | ----- |
| 1    | Ed McKeever      | Reino Unido (GBR)    | 35.087 | Q, OB |
| 2    | Marko Novaković  | Serbia (SRB)         | 35.212 | Q     |
| 3    | Miklós Dudás     | Hungría (HUN)        | 35.323 | Q     |
| 4    | Yevgueni Salajov | Rusia (RUS)          | 35.652 | Q     |
| 5    | Maxime Richard   | Bélgica (BEL)        | 36.125 | Q     |
| 6    | Tim Hornsby      | Estados Unidos (USA) | 36.560 | q     |
| 7    | Mostafa Mansour  | Egipto (EGY)         | 40.507 |       |

#### Serie 3
| Rank | Kayakista       | País                          | Tiempo | Notas |
| ---- | --------------- | ----------------------------- | ------ | ----- |
| 1    | Saúl Craviotto  | España (ESP)                  | 35.552 | Q     |
| 2    | Maxime Beaumont | Francia (FRA)                 | 35.571 | Q     |
| 3    | Kasper Bleibach | Dinamarca (DEN)               | 36.610 | Q     |
| 4    | Ronald Rauhe    | Alemania (GER)                | 36.817 | Q     |
| 5    | Zhou Yubo       | República Popular China (CHN) | 38.316 | Q     |
| 6    | Joshua Utanga   | Islas Cook (COK)              | 38.966 |       |

### Semifinals
Los cuatro canoístas más rápidos de cada semifinal califican para la final A. Los 4 canoístas más lentos de cada semifinal califican para la final B. 

#### Semifinal 1
| Rank | Kayakista           | País                          | Tiempo | Notas |
| ---- | ------------------- | ----------------------------- | ------ | ----- |
| 1    | Mark de Jonge       | Canadá (CAN)                  | 35.595 | Q     |
| 2    | Saúl Craviotto      | España (ESP)                  | 35.597 | Q     |
| 3    | Marko Novaković     | Serbia (SRB)                  | 36.293 | Q     |
| 4    | Yevgueni Salajov    | Rusia (RUS)                   | 36.312 | Q     |
| 5    | Kasper Bleibach     | Dinamarca (DEN)               | 36.667 |       |
| 6    | César de Cesare     | Ecuador (ECU)                 | 36.975 |       |
| 7    | Momotaro Matsushita | Japón (JPN)                   | 37.201 |       |
| 8    | Zhou Yubo           | República Popular China (CHN) | 39.042 |       |

#### Semifinal 2
| Rank | Kayakista          | País                 | Tiempo | Notas |
| ---- | ------------------ | -------------------- | ------ | ----- |
| 1    | Ed McKeever        | Reino Unido (GBR)    | 35.619 | Q     |
| 2    | Maxime Beaumont    | Francia (FRA)        | 35.814 | Q     |
| 3    | Miklós Dudás       | Hungría (HUN)        | 35.993 | Q     |
| 4    | Ronald Rauhe       | Alemania (GER)       | 36.183 | Q     |
| 5    | Egidijus Balčiūnas | Lituania (LTU)       | 36.495 |       |
| 6    | Piotr Siemionowski | Polonia (POL)        | 36.507 |       |
| 7    | Maxime Richard     | Bélgica (BEL)        | 37.029 |       |
| 8    | Tim Hornsby        | Estados Unidos (USA) | 37.660 |       |

### Finales

#### Final B
| Rank | Kayakista           | País                          | Tiempo | Notas |
| ---- | ------------------- | ----------------------------- | ------ | ----- |
| 1    | Kasper Bleibach     | Dinamarca (DEN)               | 37.802 |       |
| 2    | Egidijus Balčiūnas  | Lituania (LTU)                | 37.995 |       |
| 3    | Momotaro Matsushita | Japón (JPN)                   | 38.040 |       |
| 4    | César de Cesare     | Ecuador (ECU)                 | 38.075 |       |
| 5    | Maxime Richard      | Bélgica (BEL)                 | 38.435 |       |
| 6    | Piotr Siemionowski  | Polonia (POL)                 | 38.585 |       |
| 7    | Tim Hornsby         | Estados Unidos (USA)          | 39.370 |       |
| 8    | Zhou Yubo           | República Popular China (CHN) | 40.157 |       |

#### Final A
| Rank              | Kayakista        | País              | Tiempo | Notas |
| ----------------- | ---------------- | ----------------- | ------ | ----- |
| Medalla de oro    | Ed McKeever      | Reino Unido (GBR) | 36.246 |       |
| Medalla de plata  | Saúl Craviotto   | España (ESP)      | 36.540 |       |
| Medalla de bronce | Mark de Jonge    | Canadá (CAN)      | 36.657 |       |
| 4                 | Maxime Beaumont  | Francia (FRA)     | 36.688 |       |
| 5                 | Yevgueni Salajov | Rusia (RUS)       | 36.825 |       |
| 6                 | Miklós Dudás     | Hungría (HUN)     | 36.830 |       |
| 7                 | Marko Novaković  | Serbia (SRB)      | 37.094 |       |
| 8                 | Ronald Rauhe     | Alemania (GER)    | 37.553 |       |